# Lehndorf (Panschwitz-Kuckau)

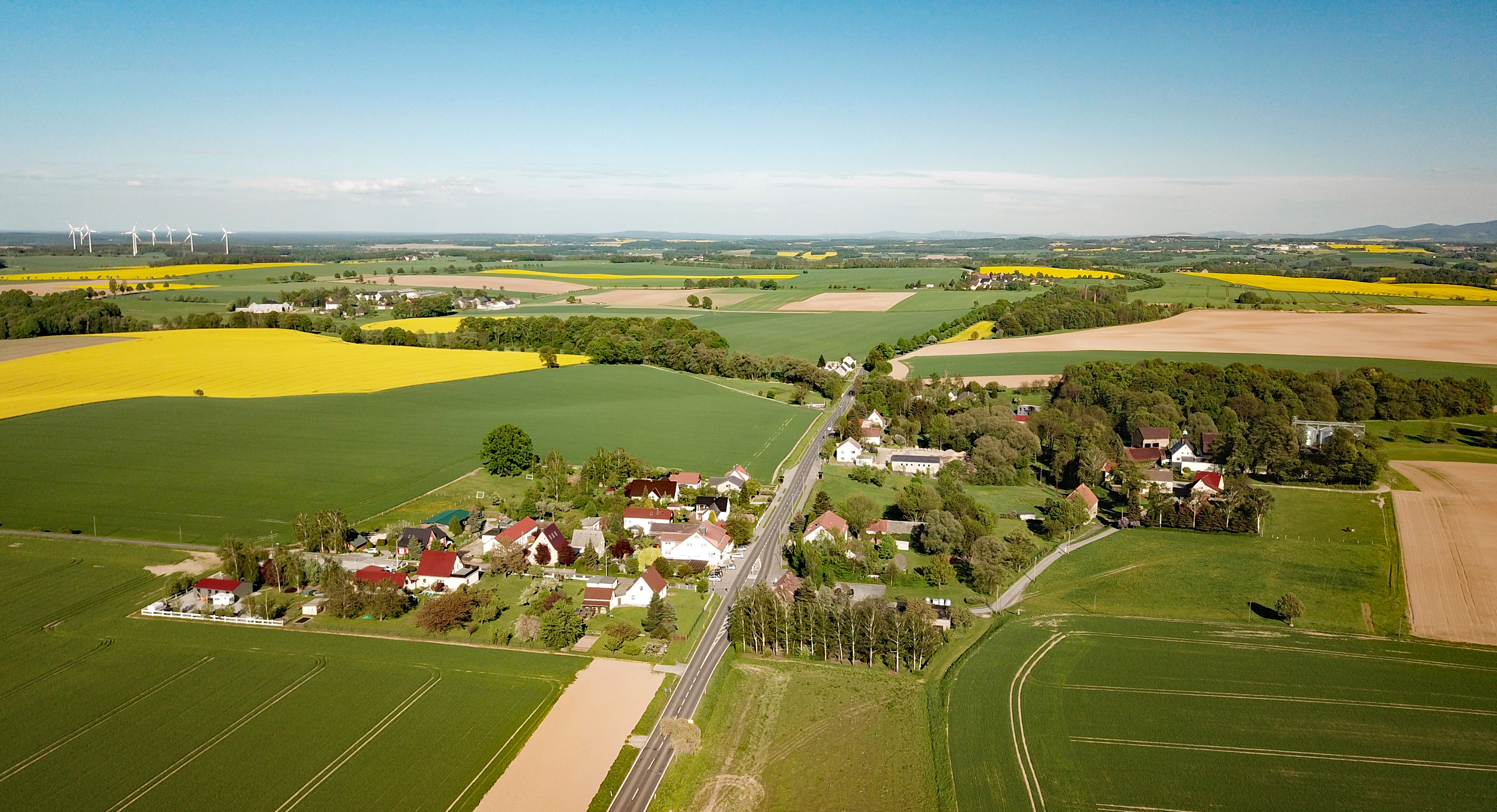
Luftbild (Blick Richtung Osten)

Lehndorf, obersorbisch Lejnoⓘ, ist ein Dorf im Zentrum des Landkreises Bautzen in der Oberlausitz und gehört seit 1974 zur Gemeinde Panschwitz-Kuckau. Lehndorf befindet sich im sorbischen Kernsiedlungsgebiet etwa vier Kilometer südöstlich von Panschwitz-Kuckau an der Landstraße von Bautzen nach Kamenz sowie am Bach Satkula. Ein Großteil der Einwohner spricht Sorbisch.
Die Nachbarorte sind Kopschin im Norden, Nucknitz im Nordosten, Paßditz im Osten, Auschkowitz und Tschaschwitz im Süden sowie Siebitz im Westen.

## Geschichte
Der Ort wurde erstmals 1423 als Sitz eines Behnis vom Lehin oder Leyn erwähnt. Die Grundherrschaft lag – anders als bei den Nachbarorten – nicht beim nahen Kloster St. Marienstern, sondern bei wechselnden Rittergütern sowie anteilig bei der Landvogtei Bautzen. Seit dem 17. Jahrhundert war in Lehndorf ein eigenes Rittergut ansässig.
Am 2. September 1877 wurde im Lehndorfer Gasthaus zum ersten Mal außerhalb der Stadt sorbisches Theater gespielt.
Bis zum 1. Januar 1974 war Lehndorf eine eigenständige Landgemeinde, seit 1957 mit den Ortsteilen Siebitz und Tschaschwitz.

## Bevölkerung
Gemäß der Statistik von Arnošt Muka waren 1884 von insgesamt 106 Einwohnern 95 Sorben (90 %). Ernst Tschernik ermittelte 1956 einen sorbischsprachigen Bevölkerungsanteil von nur noch 50,2 %.
Die katholische Bevölkerung ist seit alters nach Crostwitz gepfarrt, die evangelische nach Uhyst am Taucher.

## Persönlichkeiten
- Rudolf Querner (1893–1945), SS-Obergruppenführer, General der Waffen-SS und Polizeigeneral; in Lehndorf als Sohn des Rittergutsbesitzers geboren